# Face Time Bourbon
 (février 2023).
Si vous disposez d'ouvrages ou d'articles de référence ou si vous connaissez des sites web de qualité traitant du thème abordé ici, merci de compléter l'article en donnant les références utiles à sa vérifiabilité et en les liant à la section « Notes et références ».
 (février 2023).
Face Time Bourbon est un trotteur français, défendant les couleurs de la Scuderia Bivans. Né le 4 mars 2015, il est le fils de Ready Cash et Vita Bourbon, par Love You. Il fut élevé par le Haras Saint Martin, entraîné par Sébastien Guarato et drivé en course par Björn Goop jusqu'en février 2021, puis par Éric Raffin à compter de cette date. Il remporte le Prix d'Amérique en 2020 et 2021.

## Carrière de courses
Face Time Bourbon fait ses premiers pas en compétition en août 2017 à 2 ans, à Montier-en-Der, drivé par son entraîneur Sébastien Guarato. Il enregistre des débuts victorieux à Enghien; avant de connaître de sérieux problèmes de santé, victime d'une infection. Selon les dires de son entraineur, le cheval aurait pu mourir si son vétérinaire n'avait pas trouvé ce dont il souffrait à temps. Il est de retour au printemps 2018 à 3 ans, et enchaîne les victoires impressionnantes, même si pour sa deuxième course après son retour il est disqualifié pour allures après avoir passé le poteau en tête à Vincennes. Après deux victoires de groupe 3 durant l'été, il s'offre un premier succès de prestige en octobre dans le Championnat européen des 3 ans, qui se dispute cette année-là à Vincennes. Sa réputation ne cesse de grandir et son entraîneur n'hésite pas à faire de lui le successeur de son crack Bold Eagle. De fait, le poulain enchaîne les victoires jusqu'à un sacre dans le Critérium des 3 ans, son premier classique. Début 2019, dans le Prix de Sélection, il devance ses aînés dans un temps record pour un 4 ans (1'10"8), et ce malgré une défaite — sa première, puisqu'il avait jusque là toujours franchi le poteau en tête — dans le Prix de Tonnac-Villeneuve. À 4 ans, Face Time Bourbon est largement au-dessus de ses contemporains, et file vers un sacre dans le Critérium des 4 ans. Or, ses propriétaires italiens privilégient au classique français le Gran Premio d'Europa, disputé à Naples. Piégé par un mauvais parcours, le jeune champion bute sur le meilleur 4 ans italien, Zacon Gio. En octobre, il s'offre le Grand Prix de l'UET, le jour même où Zacon Gio remporte l'International Trot aux États-Unis, prouvant la valeur de la ligne du Gran Premio d'Europa.

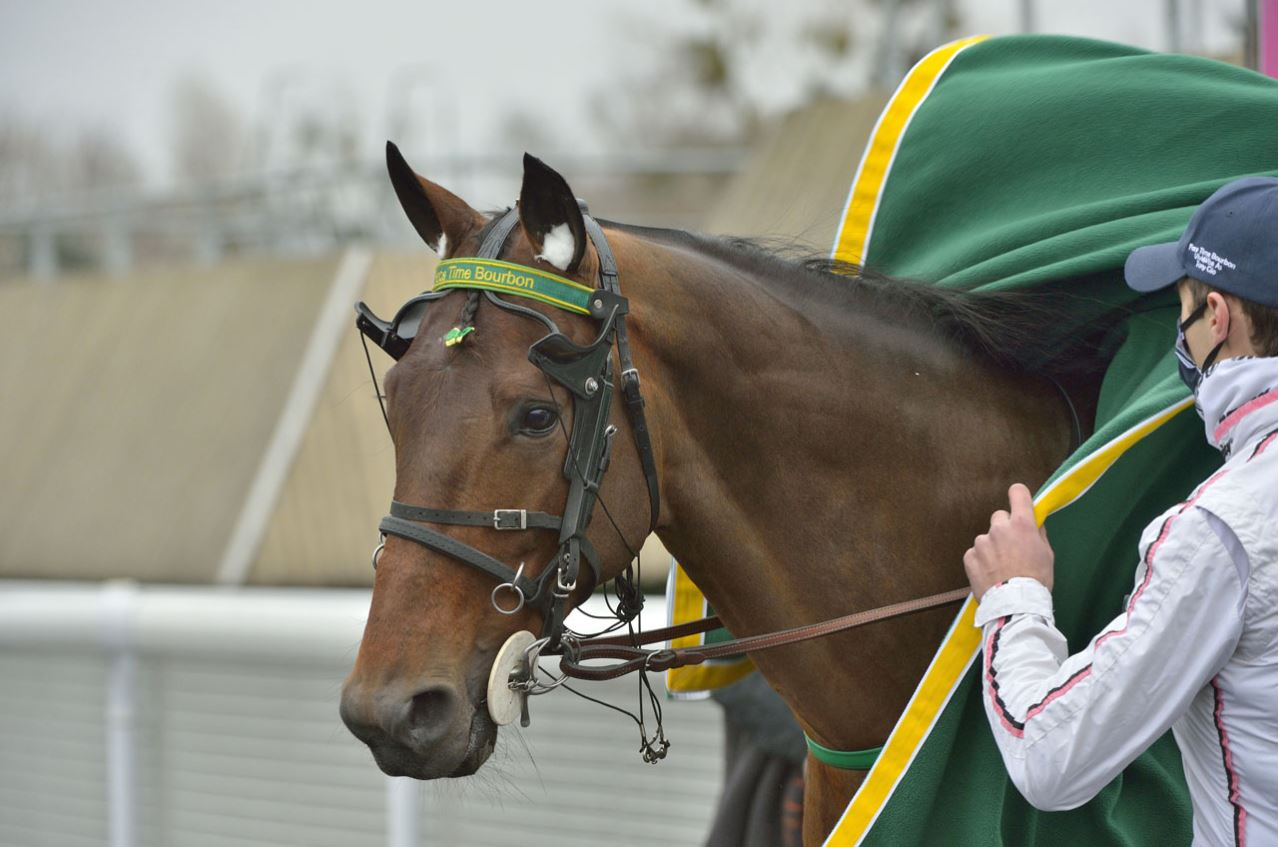
Face Time Bourbon après sa victoire dans le Prix d'Amérique 2020.

Face Time Bourbon entame son meeting d'hiver 2019-2020, qui doit le conduire à une tentative dans le Prix d'Amérique, par une rentrée victorieuse, sur une simple accélération dans le Prix Octave Douesnel. Il remplit ensuite son contrat dans son premier objectif du meeting, le Critérium continental, où il devance quelques-uns des meilleurs 4 ans européens, dont le Suédois Campo Bahia, qui passe pour le meilleur Scandinave et qui lui aurait donné une belle réplique s'il n'avait pas fait la faute dans la dernière ligne droite. C'est donc dans la peau d'un vainqueur potentiel qu'il s'aligne fin janvier au départ de son premier Prix d'Amérique, où il défie Bold Eagle, Belina Josselyn, Davidson du Pont (le favori) et consorts. Le benjamin de l'épreuve y connaît un parcours idéal, bien caché derrière les leaders, et emmené dans la ligne droite par son compagnon de couleurs italien Vivid Wise As, qui lui ouvre un passage providentiel à 200 mètres du but : Face Time Bourbon ne se fait pas prier et produit une formidable accélération pour régler au sprint Davidson du Pont et Bélina Josselyn et s'offrir un premier Prix d'Amérique, confirmant son exceptionnel talent. Il enchaîne avec le Prix de France, mais se trouve très mal loti au tirage au sort avec un dossard no 8 derrière l'autostart, tandis que son rival désigné, Davidson du Pont, se voit nanti d'un idéal n°4. Comme prévu, Face Time Bourbon va payer ce coup du sort puisqu'il se retrouve enfermé à l'entrée de la ligne droite, tandis que devant, Davidson du Pont et Jean-Michel Bazire ont cadenassé la course. Il parvient finalement à se dégager et, se mettant "à plat ventre", il vient échouer du minimum après un finish extraordinaire, qui fait de lui le gagnant moral de l'épreuve. Il termine son meeting d'hiver par une victoire facile dans le Prix de Sélection, où il conserve son titre.
Après la suspension des courses due à la pandémie de Covid-19, Face Time Bourbon fait son retour fin juin dans le Prix René Ballière, où son compagnon d'écurie Bold Eagle fait ses adieux à Vincennes et tente l'insensée passe de cinq. Le verdict de la course ne fait qu'entériner le passage de relais entre les deux vedettes du trot français. L'aîné termine péniblement son parcours à la septième place, tandis que le cadet l'emporte comme à la parade en s'offrant le record de Vincennes, conservé alors par Kool du Caux depuis 2007, en signant une réduction kilométrique de 1'09"4, qui est aussi le record du monde sur 2 100 mètres. Durant l'été, il s'adjuge au petit trot et symboliquement un Grand Prix de Wallonie où son aîné, compagnon d'écurie et maintenant prédécesseur Bold Eagle, fait ses adieux à la compétition. De retour parmi ses contemporains, il ajoute un classique à son palmarès avec le Critérium des 5 ans avant de réaliser un nouvel exploit dans le Prix de l'Étoile en s'offrant, avec une réduction kilométrique de 1'09"4, le record de France départ volté, égalant son propre record général de Vincennes réussi avec un départ à l'autostart dans le Prix René Ballière. Il devient, par la même occasion, le premier cheval français à remporter 11 groupe 1 avant ses 6 ans, et le deuxième cheval plus précoce de l'histoire après Varenne, qui avait remporté son onzième groupe 1 au mois d'avril de ses 5 ans. À l'orée de l'hiver, Face Time Bourbon effectue un nouveau déplacement en Italie pour participer, à Naples, au célèbre Gran Premio della Lotteria où, après avoir remporté sa batterie qualificative, il doit comme l'an passé s'incliner en finale contre le champion italien Zacon Gio, décidément sa bête noire.
Le meeting d'hiver 2020-2021 commence par une victoire aisée dans le Prix Marcel Laurent, passant encore une fois sous la barre des 1'10" sur 2 100 mètres (1'09"8), puis une autre sans émotion dans le Prix du Bourbonnais et une troisième dans le Prix de Bourgogne en guise d'ultime préparatoire. Cependant, le champion semble un tout petit peu moins dominateur et la menace de Davidson du Pont, son dauphin de l'année précédente et son vainqueur dans le Prix de France, s'annonce réelle, d'autant que le pensionnaire de Jean-Michel Bazire, très discret durant l'année, vient de sortir du bois en s'adjugeant le Prix de Belgique. Disputée à huis clos, pandémie de Covid oblige, la course démarre doucement, avec une première partie de parcours courue à un train de sénateur, mais lorsque les choses sérieuses commencent, Face Time Bourbon et Davidson du Pont se portent au commandement, avalant le dernier kilomètre sur le pied de 1'09". Le duel, toutefois, n'aura pas vraiment lieu : Face Time Bourbon s'échappe, son challenger ne peut refaire une once de terrain sur lui et, en pulvérisant le record de la course (en 1'10"8), il devient à son tour double vainqueur de Prix d'Amérique, comme son père Ready Cash et son frère Bold Eagle. Quinze jours plus tard, dans le Prix de France, la revanche avec Davidson du Pont tourne court, le challenger prenant le galop en début de parcours. Dès lors, rien ne semble pouvoir empêcher Face Time Bourbon de s'adjuger un premier Prix de France, d'autant qu'il survole l'épreuve, durcissant violemment la course et contrant les attaques durant le parcours (l'œillère gauche étant descendue de manière intempestive à environ 1300 mètres de l'arrivée, rendant le cheval difficilement contrôlable). Mais alors qu'il entre nettement en tête dans la ligne droite, il raccourcit son action et se voit rejoint dans les derniers mètres par l'excellente finisseuse Délia du Pommereux, menée par Éric Raffin. Vertement critiqué par le propriétaire de Face Time Bourbon, qui juge sa drive inappropriée et présomptueuse, et lui impute les précédentes défaites de son cheval,, Björn Goop est débarqué quelques jours plus tard et remplacé au sulky par son tombeur du jour, Éric Raffin. Et c'est avec ce dernier que Face Time Bourbon clôt son meeting d'hiver, par une troisième victoire dans le Prix de Sélection, tout en ayant une nouvelle fois anormalement tiré, un exploit réalisé par le seul Jamin dans les années 50.

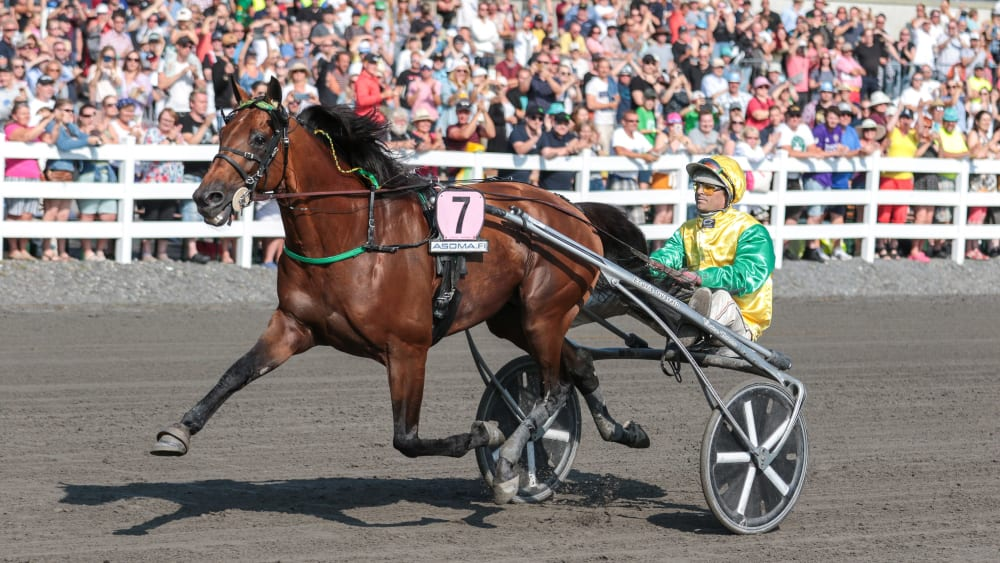
Face Time Bourbon dans le St.-Michel Ajo

Comme l'année précédente, Face Time Bourbon fait sa rentrée dans le Prix René Ballière, et comme en 2020, il affole encore une fois les aiguilles du chronomètre, et abaisse son propre record de Vincennes, et accessoirement le record du monde sur une distance supérieure au mile, en trottant 1'09"1. Il se rend ensuite en Finlande pour disputer le St Michel Ajo, avec pour objectif d'établir un record de vitesse sur la piste très rapide de l'hippodrome de Mikkeli. Mais si la victoire est à la clé, la piste ramollie par la pluie ne laisse aucun espoir de record et il se contente d'un chrono ordinaire pour lui de 1'09"7. Sur une autre piste mouillée (détrempée même, au point que l'on n'a pu utiliser l'autostart), il fait ensuite une promenade de santé dans le Grand Prix de Wallonie, ce qui lui permet de franchir le cap des 3 millions d'euros de gains. L'automne venu, il est temps de réparer un petit accroc dans sa carrière presque sans faille : Face Time Bourbon n'a jamais gagné en Italie, le pays de ses propriétaires, alors il retourne à Naples pour le Grand Prix de la Loterie, où il affronte le malotrus qu'il a battu deux fois par Zacon Gio. Prudent deuxième de sa batterie qualificative, il ne fait pas de détails dans la finale, battant au passage le record de l'épreuve, tandis que Zacon Gio tire la langue derrière. Fuoriclasse, comme on dit là-bas.
Face Time Bourbon commence son meeting d'hiver par une victoire tranquille dans le Prix de Bretagne. Mais refroidit l'ambiance dans le Prix du Bourbonnais (sa deuxième et dernière préparatoire à l'Amérique) où, comme trop facile, il cède la victoire au bon finisseur Étonnant. Et puis c'est le tremblement de terre : le 25 janvier, à cinq jours du Prix d'Amérique, l'entourage de Face Time Bourbon annonce que le champion, victime d'un syndrome naviculaire, est forfait pour le grand rendez-vous dont il était naturellement le grandissime favori. Pire encore, Sébastien Guarato laisse entendre que sa carrière de course est très probablement terminée,
Sa carrière se termine ainsi, avec un palmarès remarquable, malgré une carrière écourtée. Sur un total de 43 épreuves disputées, il a remporté 35 courses (dont 17 groupes I), pris sept deuxièmes places et fut une seule fois disqualifié après enquête, alors qu'il avait franchi le poteau en tête. À part ce contre-temps, le cheval n'a jamais fini au-delà des deux premières places.

### Palmarès
France

#### Groupe 1
- Prix d'Amérique (2020, 2021)
- Critérium des 3 ans (2018)
- Prix de Sélection (2019, 2020, 2021)
- Critérium Continental (2019)
- Prix René Ballière (2020, 2021)
- Critérium des 5 ans (2020)
- Prix de l'Étoile (2020)
- 2e Prix de France (2020, 2021)

#### Groupe 2
- Prix Abel Bassigny (2018)
- Prix Charles Tiercelin (2019)
- Prix Phaeton (2019)
- Prix Gaston Brunet (2019)
- Prix Jules Thibault (2019)
- Prix Octave Douesnel (2019)
- Prix Marcel Laurent (2020)
- Prix du Bourbonnais (2020)
- Prix de Bourgogne (2021)
- Prix de Bretagne (2021)
- 2e Prix de Tonnac-Villeneuve (2019)
- 2e Prix du Bourbonnais (2021)

 Belgique
- Grand Prix de Wallonie (Gr.1, 2020, 2021)

 Finlande
- St-Michel Ajo (Gr.1, 2021)

 Italie
- Grand Prix de la Loterie (Gr.1, 2021)
- 2e Gran Premio d'Europa (Gr.1, 2019)
- 2e Grand Prix de la Loterie (Gr.1, 2020)

 UET
- Grand Prix de l'UET (Gr.1, 2019)
- Championnat européen des 3 ans (Gr.1, 2018)

## Au haras
En 2019, Face Time Bourbon accomplit sa première année de monte au haras de la Meslerie, au tarif de 20 000 € la saillie. Ses premiers produits dont 95 trotteurs français naissent donc en 2020 (génération à la lettre K). Dès cette génération, il rivalise avec son père Ready Cash pour la première place quant au total des gains de ses produits,.

## Origines
Avec Bold Eagle et Readly Express, Face Time Bourbon est le meilleur fils de Ready Cash, crack sur la piste (double vainqueur du Prix d'Amérique) et reproducteur exceptionnel. Il ressort d'ailleurs du même croisement que le premier nommé, à savoir Ready Cash sur une fille de Love You, un autre étalon très influent.
Côté maternel, il s'agit d'une famille très vivante, dont on peut tracer l'actualité à partir de sa troisième mère, la grande poulinière Etta Extra.
Etta Extra 1'18, mère de : 
- Mara Bourbon 1'10 : Grand Prix d'Oslo, Copenhagen Cup, Championnat Européen des 5 ans, Prix des Élites, 2e Prix René Ballière, Critérium des 5 ans, Critérium Continental, Prix de Sélection... Mère de :
  - Follow You 1'11 (Ready Cash) : Prix Paul Karle, 2e Prix de l'Étoile. Étalon.
- Qualita Bourbon 1'12 : Critérium des Jeunes, Critérium des 4 ans, Grand Prix de l'UET, Prix de Sélection, Prix de l'Étoile, 3e Prix d'Amérique. Mère de : 
  - Fabulous Wood 1'12 (Ready Cash) : Prix Victor Régis, Prix Pierre Plazen. Étalon.
  - Calita Wood 1'11 (Goetmals Wood) : Prix Uranie.
  - Tast of Bourbon 1'11 (Donato Hanover) : Prix Henri Cravoisier (Gr.3), Prix de Rome (Gr.3).
- Sam Bourbon 1'11 (Goetmals Wood) : Prix Jules Thibault. 2e Critérium des Jeunes, Championnat Européen des 3 ans. 3e Prix de l'Étoile. Étalon.
- Kamera Bourbon 1'13 (Cézio Josselyn). Mère de :
  - Scala Bourbon 1'10 (Love You) : Prix Queila Gédé, Prix Charles Tiercelin, Prix Léon Tacquet, Prix Guy Deloison.
  - Ducato Bourbon 1'12 (Love You) : 3e Prix Maurice de Gheest, Prix Jacques de Vaulogé, Prix Paul Viel. 5e Prix Albert Viel. Étalon.
  - Vita Bourbon 1'12 (Love You) : 5e du Prix Gaston de Wazières. Mère de : 
    - Face Time Bourbon

| Origines de Face Time Bourbon, mâle, bai. | Origines de Face Time Bourbon, mâle, bai. | Origines de Face Time Bourbon, mâle, bai. | Origines de Face Time Bourbon, mâle, bai. |
| ----------------------------------------- | ----------------------------------------- | ----------------------------------------- | ----------------------------------------- |
| Père Ready Cash                           | Indy de Vive                              | Viking's Way                              | Mickey Viking                             |
| Père Ready Cash                           | Indy de Vive                              | Viking's Way                              | Josubie                                   |
| Père Ready Cash                           | Indy de Vive                              | Tekiflore                                 | Képi Vert                                 |
| Père Ready Cash                           | Indy de Vive                              | Tekiflore                                 | Morgaflore                                |
| Père Ready Cash                           | Kidea                                     | Extreme Dream                             | Quito de Talonay                          |
| Père Ready Cash                           | Kidea                                     | Extreme Dream                             | Tahitienne                                |
| Père Ready Cash                           | Kidea                                     | Docéanide du Lilas                        | Workaholic                                |
| Père Ready Cash                           | Kidea                                     | Docéanide du Lilas                        | Océanide                                  |
| Mère Vita Bourbon                         | Love You                                  | Coktail Jet                               | Quouky Williams                           |
| Mère Vita Bourbon                         | Love You                                  | Coktail Jet                               | Armbro Glamour                            |
| Mère Vita Bourbon                         | Love You                                  | Guilty of Love                            | And Arifant                               |
| Mère Vita Bourbon                         | Love You                                  | Guilty of Love                            | Amour d'Aunou                             |
| Mère Vita Bourbon                         | Kamera Bourbon                            | Cézio Josselyn                            | Armbro Goal                               |
| Mère Vita Bourbon                         | Kamera Bourbon                            | Cézio Josselyn                            | Quezira                                   |
| Mère Vita Bourbon                         | Kamera Bourbon                            | Etta Extra                                | Florestan                                 |
| Mère Vita Bourbon                         | Kamera Bourbon                            | Etta Extra                                | Une Crown                                 |